# St. Isidorushoeve

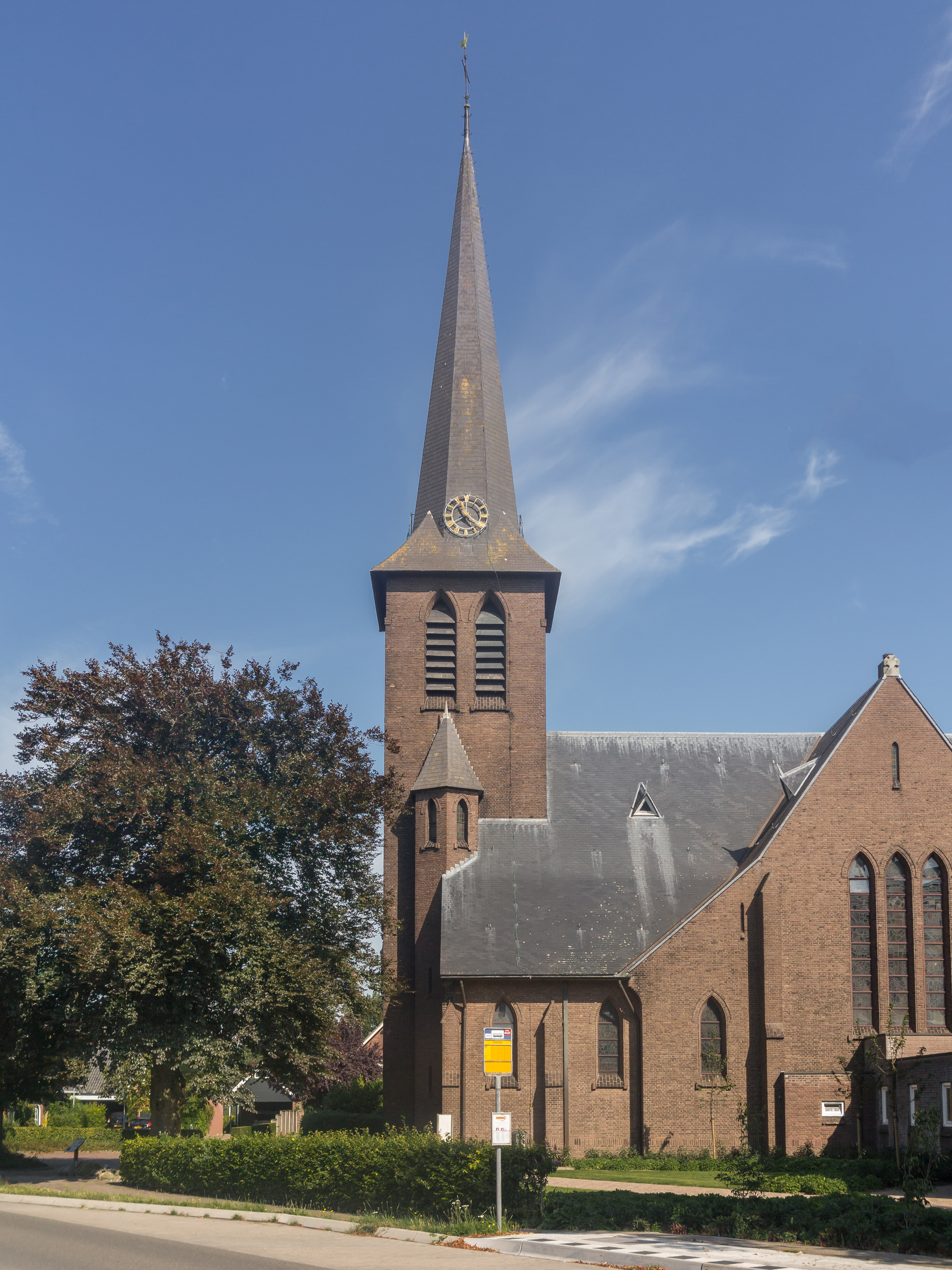
Isidoruskerk

St. Isidorushoeve, in de regio Twente, kortweg De Hoeve genoemd, is een kerkdorp in de Nederlandse provincie Overijssel, dat gelegen is tussen Hengevelde en de dorpskern Haaksbergen. Het maakt deel uit van de gemeente Haaksbergen. Het dorp heeft geen eigen postcode en plaatsnaam in het postcodeboek, voor de postadressen ligt St. Isidorushoeve daarom 'in' Haaksbergen.
Het kerkdorp St. Isidorushoeve dankt zijn naam aan de heilige Isidorus, onder andere beschermheilige van de plattelanders. St. Isidorushoeve kent geen eeuwenoude geschiedenis. Het katholieke dorp, dat nu 1300 inwoners telt, is ontstaan rond de bouw van de rooms-katholieke Isidoruskerk, die in 1928 voltooid werd. De kerk werd ontworpen door architect J.H. Sluijmer uit Enschede.
Het dorp is in de regio vooral bekend om zijn zomerfeesten die jaarlijks gehouden worden met hemelvaart.
De plaatselijke amateurvoetbalvereniging is VV Hoeve Vooruit.
Hoofdplaats: Haaksbergen    Dorpen: Buurse · St. Isidorushoeve

Buurtschappen: Boekelo · Brammelo · Den Braam · Eppenzolder · Harmöle · Holthuizen · Honesch · Langelo · Stepelo

Overijssel · Steden en dorpen in Overijssel      Nederland · Provincies · Gemeenten